# Amanita fulva
Amanita fulva, conocida como amanita enfundada, es un hongo basidiomiceto del orden Agaricales, frecuente, que habita en bosques de coníferas, especialmente en zonas húmedas, bajo pinos y sobre suelos ácidos, de Europa. Puede encontrársele, con menos frecuencia, en bosques de frondosas. Su cuerpo fructífero brota desde principios de verano a finales de otoño. Es una seta comestible, aunque por su fragilidad, no es fácil recolectarla de manera adecuada. El epíteto específico fulva significa "amarillo rojizo". Al igual que A. vaginata, pertenece al subgénero Amanita, sección Vaginatae, en la que se clasifican unas 13 especies, todas ellas sin anillo, de diversos colores –blanco, gris o marrón en varias tonalidades– y de aspecto parecido.

## Descripción
Su seta posee un sombrero de entre 3 y 7 centímetros de diámetro, de color caoba o marrón rojizo, con acanaladuras en los bordes. En ejemplares jóvenes es acampanado y posteriormente se hace aplanado conservando un mamelón central. Normalmente, no se aprecian restos de la velo. Las láminas son libres, anchas y apretadas, de color blanco. El pie mide entre 7 y 12 centímetros de alto y entre 0,8 y 1,2 centímetros de diámetro, no tiene anillo y es de color blanco o ligeramente caoba. En la base del pie se encuentra la volva, de color blanco sucio. Su carne es blanca, de gran fragilidad y con poco olor y sabor. La esporada es blanca.

## Posibilidades de confusión
Es posible confundirla con ejemplares de la especie, también comestible, Amanita crocea, de color más claro, más robusta, con el pie amarillento y cebreado, y a veces cubierta de restos del velo.